# Ammotrechula lacuna
Ammotrechula lacuna är en spindeldjursart som beskrevs av Muma 1963. Ammotrechula lacuna ingår i släktet Ammotrechula och familjen Ammotrechidae. Inga underarter finns listade i Catalogue of Life.